# Japalura andersoniana
Japalura andersoniana — вид ігуаноподібних ящірок родини агамових (Agamidae). Мешкає в Гімалаях. Вид названий на честь шотландського зоолога Джона Андерсона.

## Поширення і екологія
Japalura andersoniana мешкають в горах Гімалаїв на північному сході Індії (Аруначал-Прадеш), на півдні Тибету, а також на сході Бутану (Самдруп-Джонгхар). Вони живуть в гірських лісах, на узліссях та у високогірних чагарникових заростях, зокрема в долині Ярлунг-Цангпо. Зустрічаються на висоті від 800 до 1980 м над рівнем моря. Самиці відкладають яйця, в кладці від 6 до 8 яєць.